# إندر بير سينغ باسي
إندر بير سينغ باسي هو رياضياتي هندي متخصص في الجبر. نال جائزة شانتي سواروب باتناغار للعلوم والتكنولوجيا -والتي تعد أعلى جائزة علمية في الهند- في فئة العلوم الرياضياتية عام 1983. وهو يعد عالمًا معروفًا في نظرية الزمر، وقد حقق إسهامًا كبيرًا في جوانب عديدة من هذا المجال، وخاصة في دراسة حلقات الزمر. لاقت نتائجه في زمر البعد الجزئية (وهي قوى الامتداد في حلقات الزمر) والمسائل المتعلقة بها اعترافًا واسعًا. وتعد أفرودته المنشورة عام 1979 عن هذا الموضوع مصدرًا مرجعيًّا أساسيًّا.